# Рубен ван Бомел
Рубен ван Бомел (на нидерландски: Ruben van Bommel) е нидерландски футболист, полузащитник, който играе за АЗ Алкмаар.

## Кариера

### МВВ Маастрихт
Ван Бомел прави своя дебют в Еерсте дивиси на 8 август 2022 г. като гост на Йонг АЗ, появявайки се като резерва през второто полувреме на Коен Костунс. Неговият брат Томас ван Бомел започва в мача и двамата играят един срещу друг в продължение на 20 минути, докато Томас е заменен късно през второто полувреме. При първото си участие на домашен терен на Маастрихт, седмица след професионалния си дебют, ван Бомел отбелязва първия си гол при победа с 3:1 срещу НАК Бреда. На 10 февруари 2023 г. отбелязва два гола и прави асистенция при победа с 5:1 в лигата над Топ Ос. След мача той заявява, че възнамерява да удължи договора си с МВВ.

### АЗ Алкмаар
На 1 юли 2023 г. Ван Бомел официално подписва четиригодишен договор с АЗ Алкмаар, като се съгласява да поеме ангажимент към клуба до 2027 г.

## Личен живот
Негов баща е Марк ван Бомел.